# Alfredo Pamplona Machado Corte Real
Alfredo Pamplona Machado Corte Real (Angra do Heroísmo, 23 de Novembro de 1855 — ?) foi um jornalista e professor açoriano. 

## Biografia
Professor do Colégio da Guia e 1.° Funcionário da Caixa Económica de Angra do Heroísmo. Fez parte da redacção dos jornais O Heroísmo, A Época e O Angrense.

## Relações familiares
Foi filho de João Pamplona Machado Corte Real (7 de Dezembro de 1831 -?) e de D. Henriqueta Júlia Teixeira. Casou com D. Adelaide Sofia Pimentel, de quem teve:
1. Olinda Pamplona Corte Real (14 de Março de 1891 -?), casada com Amadeu de Almeida Monjardino.